# Terminalia supranitifolia
Terminalia supranitifolia är en tvåhjärtbladig växtart som beskrevs av N.B. Byrnes. Terminalia supranitifolia ingår i släktet Terminalia och familjen Combretaceae. Inga underarter finns listade i Catalogue of Life.